# جيمس تورنر (سياسي)
جيمس تورنر (بالإنجليزية: James Turner)‏ هو سياسي كندي، ولد في 31 مارس 1826 في غلاسكو في المملكة المتحدة، وتوفي في 10 أكتوبر 1889. انتخب عضو مجلس الشيوخ الكندي.